# Redekea californica
Redekea californica är en kräftdjursart som beskrevs av de Vos och Jan Hendrik Stock 1956. Redekea californica ingår i släktet Redekea och familjen Paradoxostomatidae. Inga underarter finns listade i Catalogue of Life.